# Stylophorum
Stylophorum é um género botânico pertencente à família Papaveraceae.

## Espécies
- Stylophorum diphyllum (espécie-tipo)
- Stylophorum lasiocarpum
- Stylophorum sutchuenense